# Simon Asta
Simon Asta (* 25. Januar 2001 in Augsburg) ist ein deutscher Fußballspieler, der ab Sommer 2025 beim 1. FC Kaiserslautern unter Vertrag steht; er ist zudem deutscher Junioren-Nationalspieler. Asta ist der erste Spieler des Jahrgangs 2001 und somit der erste im 21. Jahrhundert geborene Spieler, der in der Bundesliga zum Einsatz kam.

## Karriere

### Verein
Asta begann das Fußballspielen beim TSV Göggingen 1875, ehe er 2012 in die Jugendabteilung des FC Augsburg wechselte. Dort absolvierte er seit 2016 für die U17 insgesamt 27 Punktspiele in der B-Junioren-Bundesliga und erzielte dabei ein Tor.
Nachdem Asta bereits im Wintertrainingslager des FCA dabei war und die ganze Rückrunde mit den Profis trainiert hatte, stand er dreimal im Kader der ersten Mannschaft, blieb dabei jedoch ohne Einsatz. Am 12. Mai 2018 (34. Spieltag) debütierte er in der Bundesliga, als er bei der 2:0-Niederlage gegen den SC Freiburg in der 79. Minute für Jan Morávek eingewechselt wurde. Damit wurde er im Alter von 17 Jahren und 107 Tagen der erste Spieler des Jahrgangs 2001, der in der ersten Liga zum Einsatz kam sowie zum bis dahin sechstjüngsten Spieler der Bundesligageschichte.
Am 17. Mai 2018 unterschrieb Asta einen bis zum Jahr 2020 plus Option datierten Profivertrag beim FC Augsburg. Sein zweites und letztes Spiel im Profibereich für den FC Augsburg absolvierte Asta bei der 8:1-Niederlage gegen den VfL Wolfsburg, bei welcher er die kompletten 90 Minuten auf dem Platz stand. Aufgrund einer Option in seinem Vertrag verlängerte sich dieser automatisch bis 2021.
Anfang Oktober 2020 wechselte er jedoch zur SpVgg Greuther Fürth in die zweite Liga und unterschrieb dort einen Vertrag bis 2022 plus Option. Sein Debüt für die Fürther gab er am 19. Dezember 2020 beim 3:0-Sieg gegen Eintracht Braunschweig am 13. Spieltag. Am Ende der Saison stieg er mit der SpVgg in die Bundesliga auf. Nach dem direkten Wiederabstieg in die 2. Liga wurde sein Vertrag im Mai 2022 bis 2024 verlängert, wiederum mit der Option auf Verlängerung.
Im Sommer 2025 wechselte er zum 1. FC Kaiserslautern.

### Nationalmannschaft
Asta debütierte am 19. Mai 2016 im Spiel gegen die niederländische Auswahl für die U15-Nationalmannschaft des DFB. Es folgten ein Einsatz in der U16-Auswahl sowie ein Einsatz in der U17-Nationalmannschaft. Zudem stand er für die U17-Europameisterschaft 2018 in England im vorläufigen Kader und blieb auf Abruf bereit. Im November 2018 absolvierte er für die U18-Auswahl sein erstes Spiel gegen Zypern.

## Erfolge
- Aufstieg in die Bundesliga: 2021